# Liste des lacs au Mozambique
La liste des lacs au Mozambique répertorie la liste non exhaustive des lacs présents sur le territoire mozambicains.

## Lacs notoires et catégories de lacs présents dans le pays
Le lac cahora bassa est un lac de barrage avec une superficie de 2 739 km², 250 km de longueur, est alimenté par le zambère.